# الحزب الكندي التقدمي المحافظ
الحزب الكندي التقدمي المحافظ (بالإنجليزية: Progressive Conservative Party of Canada) هو حزب سياسي كندي، أسس في 1942، وحل في 7 ديسمبر 2003، يقع مقره في أوتاوا.

## أعضاء بارزون
- كود سباركل
- تحديث القائمة

- ستيفن هاربر (1985 - 1987)
- كيم كامبل
- مارتن مولروني
- جون ديفنبيكر
- جو كلارك
- Arthur Meighen
- جان شاريه
- Peter MacKay
- Ray Hnatyshyn
- جوزيف ألبرت سوليفان